# Drake Relays 2021
Die Drake Relays 2021 war eine Leichtathletik-Veranstaltung die am 23. und 24. April 2021 im Drake Stadium in Des Moines, der Hauptstadt Iowas stattfand. Sie waren Teil der World Athletics Continental Tour zählten zu den Silber-Meetings, der zweithöchsten Kategorie dieser Leichtathletik-Serie.

## Resultate

### Männer

#### 1500 m
| Platz     | Athlet                      | Land | Zeit (min) |
| --------- | --------------------------- | ---- | ---------- |
| 1         | Clayton Murphy              | USA  | 3:39,12    |
| 2         | Charles Philibert-Thiboutot | CAN  | 3:39,34    |
| 3         | Abe Alvarado                | USA  | 3:39,70 PB |
| 4         | Nanami Arai                 | JPN  | 3:39,95 SB |
| 5         | Brett Meyer                 | USA  | 3:40,94 PB |
| 6         | Rob Napolitano              | PUR  | 3:41,17 SB |
| 7         | Colin Abert                 | USA  | 3:41,73 PB |
| 8         | Jeff Thies                  | USA  | 3:42,78    |
| 9         | Ryan Hill                   | USA  | 3:44,78    |
| 10        | Carlos Villareal            | MEX  | 3:45,38    |
| 11        | Robby Andrews               | USA  | 3:47,79    |
| 12        | Daniel Herrera              | USA  | 3:49,10    |
| 13        | Girma Mecheso               | USA  | 3:50,13    |
| 14        | Justine Kiprotich           | USA  | 3:53,93    |
| 15        | Leonard Korir               | USA  | 3:57,16    |
|           | Eric Avila                  | USA  | DNF        |
| Adam Fogg | AUS                         | DNF  |            |

#### 5000 m
| Platz            | Athlet            | Land | Zeit (min)  |
| ---------------- | ----------------- | ---- | ----------- |
| 1                | Morgan McDonald   | AUS  | 13:21,39    |
| 2                | Kieran Lumb       | CAN  | 13:24,25 PB |
| 3                | Nico Young        | USA  | 13:24,26 PB |
| 4                | Benjamin Flanagan | CAN  | 13:25,39 PB |
| 5                | Abdihamid Nur     | USA  | 13:26,74 PB |
| 6                | Leonard Korir     | USA  | 13:28,04    |
| 7                | Girma Mecheso     | USA  | 13:28,61 PB |
| 8                | Blaise Ferro      | USA  | 13:31,54 PB |
| 9                | Frank Lara        | USA  | 13:36,40 PB |
| 10               | Sam Parsons       | GER  | 13:38,15    |
| 11               | Dillon Maggard    | USA  | 13:42,92    |
| 12               | Reed Fischer      | USA  | 13:50,67    |
| 13               | Joel Reichow      | USA  | 13:54,39    |
| 14               | Tsegay Tuemay     | ERI  | 14:00,56    |
| 15               | Joe Stilin        | USA  | 14:01,11    |
| 16               | Yamato Yoshii     | JPN  | 14:01,56    |
| 17               | Matt McClintock   | USA  | 14:06,51    |
| 18               | Hyūga Endō        | JPN  | 14:13,46    |
| 19               | Clayton Young     | USA  | 14:14,66    |
| 20               | Kevin Lewis       | USA  | 14:18,96    |
|                  | Jordan Gusman     | MLT  | DNF         |
| Haran Dunderdale | USA               | DNF  |             |
| Jackson Neff     | USA               | DNF  |             |
| Dan Michalski    | USA               | DNF  |             |
| Tyson Wieland    | USA               | DNF  |             |

#### 110 m Hürden
| Platz | Athlet           | Land | Zeit (s) |
| ----- | ---------------- | ---- | -------- |
| 1     | Daniel Roberts   | USA  | 13,39    |
| 2     | Aaron Mallett    | USA  | 13,41    |
| 3     | Jamal Britt      | USA  | 13,45    |
| 4     | Shane Brathwaite | BAR  | 13,45    |
| 5     | Jaylan McConico  | USA  | 13,56    |
| 6     | David King       | GBR  | 13,71    |
| 7     | Ruebin Walters   | TTO  | 14,05    |
| 8     | Devon Allen      | USA  | DNS      |

Wind: +2,9 m/s

#### 400 m Hürden
| Platz | Athlet            | Land | Zeit (s)    |
| ----- | ----------------- | ---- | ----------- |
| 1     | Alison dos Santos | BRA  | 48,15 WL PB |
| 2     | Kenny Selmon      | USA  | 48,87       |
| 3     | Amere Lattin      | USA  | 49,69 SB    |
| 4     | CJ Allen          | USA  | 49,74       |
| 5     | Khallifah Rosser  | USA  | 50,37       |
| 6     | David Kendziera   | USA  | 50,56       |
| 7     | Rilwan Alowonle   | NGR  | 50,84       |
| 8     | Eric Cray         | PHI  | 51,20 SB    |

#### Stabhochsprung
| Platz        | Athlet             | Land | Höhe (m) |
| ------------ | ------------------ | ---- | -------- |
| 1            | Sam Kendricks      | USA  | 5,86 WL  |
| 2            | Christopher Nilsen | USA  | 5,80     |
| 3            | Matt Ludwig        | USA  | 5,70 =SB |
| 4            | Scott Houston      | USA  | 2,60 =SB |
| 5            | Cole Walsh         | USA  | 5,50     |
| 6            | Jacob Wooten       | USA  | 5,50     |
| 7            | Audie Wyatt        | USA  | 5,50     |
| 8            | Nate Richartz      | USA  | 5,35     |
|              | Andrew Irwin       | USA  | NH       |
| KC Lightfoot | USA                | NH   |          |

#### Kugelstoßen
| Platz | Athletin              | Land | Weite (m) |
| ----- | --------------------- | ---- | --------- |
| 1     | Ryan Crouser          | USA  | 21,93 WL  |
| 2     | Nick Ponzio           | USA  | 21,16     |
| 3     | Chukwuebuka Enekwechi | NGR  | 21,08 SB  |
| 4     | Payton Otterdahl      | USA  | 20,63     |
| 5     | Josh Awotunde         | USA  | 20,61     |
| 6     | Dotun Ogundeji        | USA  | 19,75 SB  |
| 7     | Nikolaos Skarvelis    | GRC  | 19,06     |
| 8     | Josh Cinnamo          | USA  | 14,88     |
|       | Tim Nedow             | CAN  | NM        |

### Frauen

#### 1500 m
| Platz              | Athlet           | Land | Zeit (min) |
| ------------------ | ---------------- | ---- | ---------- |
| 1                  | Josette Norris   | USA  | 4:06,17 PB |
| 2                  | Rachel Schneider | USA  | 4:06,51 SB |
| 3                  | Shannon Osika    | USA  | 4:06,84 SB |
| 4                  | Laura Galván     | MEX  | 4:09,09    |
| 5                  | Amanda Eccleston | USA  | 2:09,55 SB |
| 6                  | Alexina Wilson   | USA  | 4:11,16 PB |
| 7                  | Sammy George     | USA  | 4:13,76    |
| 8                  | Heather Kampf    | USA  | 4:15,72 SB |
| 9                  | Mariah Kelly     | CAN  | 4:16,18    |
| 10                 | Allie Wilson     | USA  | 4:17,23    |
| 11                 | Lauren Paquette  | USA  | 4:18,15    |
|                    | Anna Shields     | USA  | DNF        |
| Aisha Praught-Leer | JAM              | DNF  |            |
| Danae Rivers       | USA              | DNF  |            |

#### 100 m Hürden
| Platz | Athlet              | Land | Zeit (s)  |
| ----- | ------------------- | ---- | --------- |
| 1     | Cindy Sember        | GBR  | 12,57 PB  |
| 2     | Christina Clemons   | USA  | 12,59 SB  |
| 3     | Tiffany Porter      | GBR  | 12,80     |
| 4     | Devynne Charlton    | BHS  | 12,84 =SB |
| 5     | Gabriele Cunningham | USA  | 12,88 PB  |
| 6     | Devynne Charlton    | BHS  | 12,93     |
| 7     | Dawn Harper-Nelson  | USA  | 13,28     |
|       | Kendra Harrison     | USA  | DNF       |

Wind: +1,8 m/s

#### 400 m Hürden
| Platz | Athlet          | Land | Zeit (s)    |
| ----- | --------------- | ---- | ----------- |
| 1     | Gianna Woodruff | PAN  | 55,02 WL AR |
| 2     | Ashley Spencer  | USA  | 55,52 SB    |
| 3     | Shiann Salmon   | JAM  | 56,02 SB    |
| 4     | Lina Nielsen    | GBR  | 56,19 PB    |
| 5     | Sage Watson     | CAN  | 56,31       |
| 6     | Tia-Adana Belle | BAR  | 56,35       |
| 7     | Kiah Seymour    | USA  | 57,41 SB    |
| 8     | Kaila Barber    | USA  | 57,92       |

#### 3000 m Hindernis
| Platz | Athlet                | Land | Zeit (min)  |
| ----- | --------------------- | ---- | ----------- |
| 1     | Leah Falland          | USA  | 09:32,53 SB |
| 2     | Aimee Pratt           | GBR  | 09:35,34    |
| 3     | Grayson Murphy        | USA  | 09:37,25 PB |
| 4     | Alicja Konieczek      | POL  | 09:37,42    |
| 5     | Elizabeth Bird        | GBR  | 09:38,25    |
| 6     | Mel Lawrence          | USA  | 09:38,39    |
| 7     | Gabrielle Jennings    | USA  | 09:43,48 PB |
| 8     | Paige Stoner          | USA  | 09:48,54    |
| 9     | Tori Gerlach          | USA  | 09:51,31    |
| 10    | Eilish Flanagan       | IRL  | 09:52,70    |
| 11    | Elise Thorner         | GBR  | 09:52,90 PB |
| 12    | Adva Cohen            | ISR  | 09:56,00    |
| 13    | Kerry O’Flaherty      | IRL  | 10:04,66    |
| 14    | Andrea Modin Engesæth | NOR  | 10:06,58    |
| 15    | Baylee Mires          | USA  | 10:20,71    |

#### Stabhochsprung
| Platz | Athlet         | Land | Höhe (m) |
| ----- | -------------- | ---- | -------- |
| 1     | Sandi Morris   | USA  | 4,70     |
| 2     | Katie Nageotte | USA  | 4,60     |
| 3     | Kortney Oates  | USA  | 4,50 SB  |
| 4     | Olivia Gruver  | USA  | 4,50     |
| 4     | Bridget Guy    | USA  | 4,50     |
|       | Emily Grove    | USA  | NM       |

#### Weitsprung
| Platz | Athlet             | Land | Weite (m) |
| ----- | ------------------ | ---- | --------- |
| 1     | Kendell Williams   | USA  | 6,54      |
| 2     | Christabel Nettey  | CAN  | 6,50      |
| 3     | Sha'Keela Saunders | USA  | 6,48      |
| 4     | Quanesha Burks     | USA  | 6,35 SB   |
| 5     | Yanis David        | FRA  | 6,30 =SB  |
| 6     | Chanice Porter     | JAM  | 6,23      |
| 7     | Alexandra Wester   | GER  | 6,12 w    |
| 8     | Samiyah Samuels    | USA  | 6,05 w    |